# Skoki do wody na Letnich Igrzyskach Olimpijskich 2016 – wieża 10 m synchronicznie kobiet
Konkurs skoków synchronicznych do wody z wieży 10 m kobiet podczas Letnich Igrzysk Olimpijskich w 2016 w Rio de Janeiro odbył się 9 sierpnia w Centro Aquático Maria Lenk w dzielnicy Barra da Tijuca w Rio de Janeiro.
Obrończyniami złotego medalu olimpijskiego z 2012 roku były Chinki Chen Ruolin i Liu Huixia.

## Terminarz
Czas BRT (UTC −03:00)
| Data                    | Czas  | Runda |
| ----------------------- | ----- | ----- |
| Wtorek, 9 sierpnia 2016 | 16:00 | Finał |

## Format zawodów
Konkurs odbył się w jednym etapie finałowym, w którym każda para wykonywała 5 skoków ocenianych przez 11 sędziów – po 3 sędziów oceniających każdą zawodniczkę i 5 oceniających synchronizację. 2 skrajne noty z 3 przypadających na każdą zawodniczkę i 2 skrajne noty z 5 za synchronizację nie były brane pod uwagę. Trzy pozostałe noty były uśredniane, mnożone przez 0,6 i przez współczynnik trudności, dając wynik jednego skoku. Wyniki z 5 skoków były sumowane i dawały ostateczny wynik.

## Wyniki

### Finał
| Miejsce | Kraj                                             | Skoki | Skoki | Skoki | Skoki | Skoki | Łącznie |
| Miejsce | Kraj                                             | 1     | 2     | 3     | 4     | 5     | Łącznie |
| ------- | ------------------------------------------------ | ----- | ----- | ----- | ----- | ----- | ------- |
| 1st     | Chiny · Chen Ruolin · Liu Huixia                 | 55,80 | 55,80 | 79,20 | 75,84 | 87,36 | 354,00  |
| 2nd     | Malezja · Cheong Jun Hoong · Pandelela Rinong    | 52,80 | 52,80 | 76,50 | 79,68 | 82,56 | 344,34  |
| 3rd     | Kanada · Meaghan Benfeito · Roseline Filion      | 52,80 | 52,80 | 74,70 | 75,24 | 80,64 | 336,18  |
| 4       | Korea Północna · Kim Kuk-hyang · Kim Mi-rae      | 49,80 | 53,40 | 81,00 | 76,80 | 61,44 | 322,44  |
| 5       | Wielka Brytania · Tonia Couch · Lois Toulson     | 50,40 | 50,40 | 75,60 | 79,68 | 63,36 | 319,44  |
| 6       | Meksyk · Paola Espinosa · Alejandra Orozco       | 50,40 | 49,20 | 71,10 | 61,38 | 72,00 | 304,08  |
| 7       | Stany Zjednoczone · Amy Cozad · Jessica Parratto | 48,60 | 50,40 | 65,70 | 62,40 | 73,92 | 301,02  |
| 8       | Brazylia · Ingrid Oliveira · Giovanna Pedroso    | 44,40 | 45,00 | 74,88 | 52,80 | 63,90 | 280,98  |